# جيسكا أيفانز
جيسيكا جوانا ايفانز (بالإنجليزية: Jessica Joanna Evans)‏ هي مؤدية أصوات أمريكية ولدت 6 يناير 2013 مدينة نيويورك ، نيويورك